# (669) Kypria
(669) Kypria – planetoida z pasa głównego asteroid okrążająca Słońce w ciągu 5 lat i 85 dni w średniej odległości 3,01 j.a. Została odkryta 20 sierpnia 1908 roku w Landessternwarte Heidelberg-Königstuhl w Heidelbergu przez Augusta Kopffa. Nazwa planetoidy pochodzi od poematu epickiego, Cypria, przypisywanego Homerowi. Przed nadaniem nazwy planetoida nosiła oznaczenie tymczasowe (669) 1908 DQ.